# 荒田恭兵
荒田 恭兵（あらた きょうへい、1996年3月9日 - ）は、日本のハイダイビング選手、飛込競技選手。富山県高岡市宮田町出身。
日本におけるハイダイビング競技の第一人者で、2023年現在も日本国内の競技者は荒田ただ一人とされる。

## 経歴
幼少期から剛柔流空手を習っていたが、高岡市立横田小学校4年生の時、飛込教室の案内を見て「誰もやってない。目立てると思った」という動機から高岡スイミングクラブで飛込競技を始める。高岡市立高岡西部中学校進学後から飛込競技に一本化すると、3年生時の国民体育大会出場を機に実力を伸ばす。高岡第一高等学校でも競技を続け、全国高校総合体育大会の高飛込で3位の成績を収めた。
飛込競技での伝統校・教員養成系の日本体育大学体育学部に進学後、2016年（3年生時）に日本選手権のシンクロ高飛込では僅差の2位に終わるも、翌2017年（4年生時）には遠藤正人とともにシンクロ高飛込で優勝を果たす。しかし、目標としていた国際大会への出場は叶わなかった。
大学卒業後に競技から引退して就職するか、オリンピック出場を目指して現役を続行するか悩んでいる中、海外選手によるハイダイビングの映像を見て、競技の存在を知る。同競技には日本人選手がおらず、目立ちたがり屋の性分や、日本選手権優勝を果たしたことによって目標を見失いつつあったこともあり、高飛込から引退し、ハイダイビング選手への転向を決意。ハイダイビングの既定の高さである27mから飛込を行える施設が日本にないことから、大学卒業後は単身オーストリアにわたる。
オーストリアでのパフォーマンスが認められ、2018年11月、ハイダイビング転向から僅か半年後でありながら、アラブ首長国連邦で開催のFINAハイダイビングワールドカップ・アブダビ大会に日本代表として出場。同競技の世界大会出場は日本人のみならず、アジア人としても初めてであった。なお、最後まで途中棄権した選手を除いた最下位の成績に終わっている。
2019年に株式会社からくさに入社。同年に飛込競技に復帰し、国民体育大会に出場している。
2020年より富山県体育協会・高岡総合プールに勤務し、選手として現役を続けながら後進の指導にもあたる。コロナ禍でハイダイビングの練習を行うための海外渡航が難しくなっているため、日本国内で練習場所を探し、福井県の東尋坊や静岡県の牛着岩などで崖からのクリフダイビングを行っている。
2023年5月、アメリカ合衆国・フロリダで開催のハイダイビングワールドカップ・フォートローダーデール大会に5年ぶりに参加。7月に日本・福岡で開催予定の第20回世界水泳選手権大会の出場選考も兼ねた大会だったが、32人中28位の結果に終わり、途中棄権した選手を除くと下から2番目の成績だった。しかし、第20回世界水泳が自国開催であることや、途中棄権しなかったことから招待枠での世界水泳出場権を獲得し、世界水泳ハイダイビング競技の初の日本代表選手となった。ワールドカップ挑戦の様子はTBSテレビ『クレイジージャーニー』のスタッフが同行し、7月10日放送の番組内で取り上げられた。世界水泳では7月25日の前半では23人中22位だったが、27日の後半で2つ順位をあげ、20位で競技を終えた。世界水泳と同大会に向けての武者修行の様子は『クレイジージャーニー』9月18日放送回で取り上げられた。8月3日に宮崎県高千穂峡で開催のレッドブル・クリフダイビング・ワールドシリーズ2023の第4戦にもワイルドカード枠で日本人初の出場を果たした。

## 主な競技成績
- 2013年
  - 全国高校総合体育大会 高飛込：3位
  - ジュニアオリンピックカップ 高飛込（16-18歳）：3位
  - 国民体育大会
    - 飛板飛込（少年）：5位
    - 高飛込（少年）：5位
- 2016年
  - 室内選抜飛込競技大会
    - シンクロ高飛込：2位
    - 高飛込：8位

  - 日本選手権大会 シンクロ高飛込：2位
  - 飛込国際大会派遣選手選考会 MIXシンクロ高飛込：2位
- 2017年
  - 日本学生選手権 高飛込：4位
  - 国民体育大会 高飛込（成年）：3位
  - 日本選手権大会 シンクロ高飛込：1位
- 2018年
  - FINAハイダイビングワールドカップ：25位
- 2023年
  - 世界水泳連盟ハイダイビングワールドカップ：28位
  - 世界水泳選手権 ハイダイビング：20位
  - Red Bull Cliff Diving World Series Takachiho：11位[28]

## メディア出演

### テレビ
- 『ジャンクSPORTS』（フジテレビ） 2020年8月9日放送[29]
- 『激レアさんを連れてきた。』（テレビ朝日） 2022年3月28日放送[30]
- 『行列のできる相談所』（日本テレビ） 2022年8月14日放送[31]
- 『クレイジージャーニー』（TBSテレビ） 2023年7月10日[6]・9月18日[32]放送

### ラジオ
- 『大竹まこと ゴールデンラジオ!』（文化放送） 2024年1月23日放送、大竹メインディッシュ